# デジモンストーリー ロストエボリューション
『デジモンストーリー ロストエボリューション』（DIGIMON STORY LOST EVOLUTION）は2010年7月1日にバンダイナムコゲームスより発売されたニンテンドーDS用のゲームソフト。「デジモンストーリー」シリーズの第3作目となる作品。通称「ロスエボ」。

## 概要
これまでの「デジモンストーリー」から基本的なシステムを継承しているものの、物語に繋がりはない。
アグモンやガブモンといったアニメでもお馴染みのものや、ヒョコモンのように本作品が初登場のものを含め、登場するデジモンは300種類を超える。
今作ではデジベースと呼ばれる基地が拠点になっており、リペリングを行うためのデジラボやデジファームなどさまざまな施設が存在する。
デジファームではデジモンに仕事をさせることで武器を製造させたり、探検に行かせることでアイテムを見つけ出させるなど新しいメニューが増えている。
進化・退化システムは前作同様存在するが、何者かによって進化のツリーが破壊されたため、物語開始の時点ではタイトルの通りデジモンたちから進化が失われている。しかし、敵を倒すことで入手できるバグプレートと呼ばれるアイテムをリペアリング（＝修復）して元のデジプレートに戻し、ツリーにはめ込むことで、プレートに描かれたデジモンに進化することができるようになる。全ての進化ツリーは「ワープ」によって途切れること無くつながっているため、ツリーが全て復元された状態ならば条件を満たしていればどんなデジモンからでもあらゆるデジモンに進化・退化ができる。前作までのように通信しないと手に入らないといったデジモンはいない。
バトルでは新要素として「アクション・チェーン」が追加され、相手よりも素早さが極端に高い場合に連続攻撃ができるようになった。
さらに追加要素としてデジベースからデジモンと共に様々なクエストに挑戦できるようになった。

## ストーリー
花火大会の日の夜、主人公を含む5人の子供たちは謎の発光体の正体を確かめるべく、裏山へ足を運ぶ。
そこで、待ち受けていたのはデータの生命体「デジモン」の1匹・アグモンと、異形のデジモンを操る謎の三人組であった。
主人公はアグモンに頼まれデジモンと共に戦う人間・テイマーとなり、三人組を撃退する。
主人公たちは三人組を追ってデジモンたちの住む世界「デジタルワールド」へ向かうが、そこではテイマーは次々と姿を消し、デジモンたちは進化ができなくなるなど異変が起こっていた。

## 登場人物
シュウ / キズナ（名前変更可能）
本作品の主人公。地方の新興住宅地に引っ越して来た小学5年生である少年・少女。性別はゲーム開始時点で選ぶことができる。
ヒロユキ
小学5年生。好奇心旺盛でトラブルメーカーなところがある少年。
アスカ
小学5年生。ヒロユキの従兄弟。面倒見が良い姉御肌の少女で、明るく前向きな性格。
ユイ
小学2年生。ヒロユキの妹。おとなしく控えめな性格だが、ケンカや争いが大嫌い。
タクト
小学1年生。ユイの友達。照れ屋で泣き虫だが、正義感の強い頑張り屋なところもある。